# Mailly-la-Ville
Mailly-la-Ville è un comune francese di 583 abitanti situato nel dipartimento della Yonne nella regione della Borgogna-Franca Contea.

## Società

### Evoluzione demografica
Abitanti censiti